# فیرویو (یوتا)
فیرویو (به انگلیسی: Fairview) شهری در ایالت یوتا کشور ایالات متحده آمریکا است که جمعیت آن در سرشماری سال ۲۰۱۰ میلادی، ۱٬۲۴۷ نفر بوده‌است.